# Musée d'histoire de la médecine de Zurich
Le musée d'histoire de la médecine de Zurich est un musée thématique suisse situé à Zurich et qui dépend de l'Université de Zurich.
Il retrace le développement de l'art de la guérison à travers les âges depuis la préhistoire au travers de la plus grande collection du monde.

## Collection
Le musée présente notamment : 
- une pharmacie de 1750
- différents moulages de membres de lépreux
- des outils d'amputation du XVIIe siècle
- des perceuses pour trépanation
- des études sur l'évolution des techniques médicales et sur les maladies infectieuses
- la reproduction d'une chambre d'accouchement appenzelloise du XVIIIe siècle